# اف‌اکس پروداکشنز
اف‌اکس پروداکشنز (انگلیسی: FX Productions) یک شرکت تلویزیونی آمریکایی و تولید داخلی است که متعلق به اف‌اکس نت‌ورکز است (و ادغام‌شده با استودیو تلویزیون دیزنی)، که بخشی از واحد سرگرمی دیزنی در شرکت والت دیزنی محسوب می‌شود. همچنین از سال ۲۰۰۷ تا ۲۰۱۷ به عنوان بلوبوش پروداکشنز شناخته می‌شد. این استودیو در حال حاضر سریال‌هایی را برای اف‌اکس، اف‌اکس‌اکس و اف‌اکس آن هولو تولید می‌کند. در گذشته، اف‌اکس پروداکشنز همچنین سریال‌هایی را برای آمازون پرایم ویدئو (سریال یک میسیسیپی)، اپیکس (سریال پرپچوال گریس ال‌تی‌دی)، فاکس (بچه‌های باحال، ویوارد پاینز فصل ۱) و تی‌بی‌اس (سریال معجزه‌گران) تولید می‌کرد، اما استودیو از آن زمان تمرکز خود را بیشتر بر روی تولید برای شبکه‌های اف‌اکس گذاشته است.

## گزیدهٔ تولیدات این شرکت
- فیلادلفیا همیشه آفتابی است
- خسارت
- فرزندان آشوب
- آرچر
- موجه
- لوئی
- آمریکایی‌ها
- فارگو
- ستمگر
- دگردیسی
- تو بدترینی
- مرد در جستجوی زن
- ویوارد پاینز
- داستان جنایی آمریکایی
- آتلانتا
- چیزهای بهتر
- تابو
- لژیون
- ژست
- آقای میانه‌رو
- معجزه‌گران
- آنچه در تاریکی انجام می‌دهیم
- فاسی/وردون
- سرود کریسمس
- دیو
- توسعه‌دهندگان
- خانم آمریکا
- آموزگار
- سگ‌های ولگرد
- آخرین مرد
- زیر پرچم بهشت
- تپانچه
- خرس[۲]
- قتلی در پایان دنیا[۳]
- شوگون
- بیگانه